# Boulevard Leduc
Le boulevard Leduc, est une artère nord-sud de la ville de Brossard au Québec.

## Situation et accès
Ce boulevard qui dessert principalement le Quartier Dix30, est l'une des principales voies de circulation qui traverse le Quartier Dix30.
Le boulevard Leduc commence au début du Quartier Dix30 sur le boulevard du Quartier et se finit au boulevard Lapinière, près de l'autoroute 10. 

## Origine du nom
Il est « situé dans un secteur où les noms des voies de communication commencent par la lettre « L » »  qui rappelle probablement ici une famille Leduc.

## Historique
Cette artère a été créée en 2006 afin de desservir le quartier Dix30 construit la même année.